# Bonkers D. Bobcat
Bonkers D. Bobcat est un personnage d'animation créé par les studios Disney au début des années 1990. Le personnage est un lynx roux anthropomorphique, basé partiellement sur le caractère de Roger Rabbit.
Le monde du personnage, à l'image du film Qui veut la peau de Roger Rabbit (1988) mêle le monde des humains et celui des toons.
Bonkers apparaît d'abord dans la mini-série He's Bonkers incluse dans la série Raw Toonage (1992) de Disney.
Puis, dans la série homonyme Bonkers (1993-1995), il est une « ancienne star » des cartoons qui, évincé du monde du showbusiness, décide de se reconvertir dans la police. De cette dernière, ont été adaptés plusieurs jeux vidéo.